# Inga Abel
Inga Abel (* 7. Juli 1946 in Düsseldorf; † 27. Mai 2000 in Köln) war eine deutsche Schauspielerin und Synchronsprecherin.

## Leben
Seit ihrem achten Lebensjahr lernte Abel Ballett und Eiskunstlauf. Vom 17. bis zum 19. Lebensjahr war sie Halbsolistin bei der Wiener Eisrevue. Anschließend nahm sie Schauspielunterricht in ihrer Heimatstadt Düsseldorf und war unter anderem an der Komödie Frankfurt, dem Theater am Dom in Köln und am Schlosshoftheater in Moers engagiert. Als Schauspielerin vor der Kamera wirkte sie in einigen Filmen und Fernsehserien mit.
Bekannt wurde Abel vor allem durch ihre Rolle als Dr. Eva-Maria Sperling in der WDR-Serie Lindenstraße, die sie ab Juli 1992 (Folge 344) spielte. Ihren letzten Auftritt hatte sie im August 2000 (Folge 766). Danach wurde ihr Ausstieg mit der Begründung, dass sie nach Afrika ausgereist sei, lediglich im Off-Screen erzählt.
Bei RTL-Radio Luxemburg moderierte Abel gemeinsam mit Hugo-Egon Balder die Mittagssendung Mahlzeit.
In der Karnevals-Session 1975 war Abel neben Prinz Jupp I. (Josef Steinhausen) die Venetia Inga I. in ihrer Heimatstadt Düsseldorf (Motto: „Kinder, wie die Zeit vergeht“). 
Wegen ihrer markanten Stimme war Inga Abel von 1972 bis 1995 auch als Synchronsprecherin tätig.
Inga Abel starb am 27. Mai 2000 im Alter von 53 Jahren in ihrer Wohnung in Köln an einer im Jahr zuvor diagnostizierten Lungenkrebs-und-Brustkrebs-Erkrankung.

## Filmografie
- 1986–1987: Sender Frikadelle (Comedy-Show)
- 1987: Lauf nach Haus, egal wohin
- 1992–2000: Lindenstraße (Fernsehserie)
- 1995: Entführung aus der Lindenstraße (Fernsehfilm)
- 1995: Die Wache (Fernsehserie, 1 Folge)
- 1996: Hallo, Onkel Doc! (Fernsehserie, 1 Folge)
- 1998: Unser Charly (Fernsehserie, 1 Folge)